# When the Rain Begins to Fall
When the Rain Begins to Fall ist ein Popsong von Jermaine Jackson und Pia Zadora. Das Stück wurde von Peggy March, Michael Bradley und Steve Wittmack geschrieben und 1984 veröffentlicht.

## Hintergründe
Pia Zadora hatte sich Anfang der 1980er Jahre mit mäßigem Erfolg als Schauspielerin versucht und wollte sich mehr einer Karriere als Sängerin widmen. Dabei sollte ihr der Produzent Jack White behilflich sein. Komponiert wurde das Lied von Michael Bradley und Steve Wittmack, der Text stammt von der bekannten Schlagersängerin Peggy March. Zadora nahm zunächst eine Version mit einem Backup-Sänger auf.
Don King, ein Bekannter sowohl von Jermaine Jackson als auch von Zadora, hörte diese Version und war begeistert von dem Stück und stellte es Jackson vor. Jackson und Zadora nahmen das Stück unter Leitung von Jack White auf Englisch sowie in einer spanischen Version mit dem Titel Si se pone a llover auf. White produzierte zudem eine erfolgreiche deutschsprachige Fassung mit Lena Valaitis und Costa Cordalis und dem Titel Wenn der Regen auf uns fällt.
Das Lied wurde in zahlreichen europäischen Ländern ein Top-Ten-Hit und erreichte in den USA Platz 54 der Billboard Hot 100. Der Song wurde auch im Film Voyage of the Rock Aliens verwendet, der erfolglos blieb. In Deutschland verschaffte der Erfolg des Liedes Pia Zadora einen Cameo-Auftritt in der Filmkomödie Der Formel Eins Film.

## Musikvideo
Das Video, gedreht im italienischen Küstenort Sperlonga, zeigt, wie Jermaine Jacksons Motorradclique auf Pia Zadoras Clique wartet. Als sich beide Gruppen treffen, beginnt Jackson zu singen. Beide treffen sich in einer Bar wieder. Später verschwinden die Mitglieder der Cliquen aus der Bar und Zadora flüchtet. Nach einer erneuten Flucht von Jackson und Zadora werden sie in einem Wald gestellt. Es entsteht eine Schlägerei, und am Ende flieht Zadoras Clique auf ihren Motorrädern. Das Video wurde unter der Regie von Bob Giraldi gedreht. Es wurde bei YouTube über 62 Millionen Mal abgerufen. (Stand: März 2025)
Das Musikvideo eröffnete außerdem den Musical-Film Rock Aliens (1984) von James Fargo, bei dem Pia Zadora die weibliche Hauptrolle hatte.

## Kommerzieller Erfolg

### Chartplatzierungen
| ChartsChartplatzierungen       | Höchstplatzierung | Wochen/ Monate |
| ------------------------------ | ----------------- | -------------- |
| Deutschland (GfK)              | 1 (18 Wo.)        | 18 Wo.         |
| Österreich (Ö3)                | 2 (3,5 Mt.)       | 3,5 Mt.        |
| Schweiz (IFPI)                 | 1 (16 Wo.)        | 16 Wo.         |
| Vereinigte Staaten (Billboard) | 54 (11 Wo.)       | 11 Wo.         |
| Vereinigtes Königreich (OCC)   | 68 (3 Wo.)        | 3 Wo.          |

| ChartsJahrescharts (1984) | Platzierung |
| ------------------------- | ----------- |
| Deutschland (GfK)         | 55          |

### Auszeichnungen für Musikverkäufe
| Land/Region        | Auszeichnungen für Musikverkäufe (Land/Region, Auszeichnung, Verkäufe) | Verkäufe  |
| ------------------ | ---------------------------------------------------------------------- | --------- |
| Deutschland (BVMI) | Gold                                                                   | 250.000   |
| Frankreich (SNEP)  | Platin                                                                 | 1.000.000 |
| Niederlande (NVPI) | Platin                                                                 | 100.000   |
| Insgesamt          | 1× Gold · 2× Platin ·                                                  | 1.350.000 |

## Coverversionen
- 1984: Costa Cordalis feat. Lena Valaitis (Wenn der Regen auf uns fällt)
- 1998: Wisecräcker
- 1998: Pappa Bear feat. Van der Toorn
- 2005: Gerard Joling (Als je alles hebt gehad)
- 2007: Heavenly
- 2021: LaFee feat. Lucas Cordalis (Wenn der Regen auf uns fällt)
- 2023: Lucas Cordalis & Joelina Drews (Wenn der Regen auf uns fällt)